# Randy Rhoads
Randall William Randy Rhoads (Santa Monica, 6. prosinca 1956. – Leesburg, 19. ožujka 1982.) bio je američki rock gitarist i skladatelj.

## Životopis
Tijekom uspješne desetgodišnje glazbene karijere bio je najprije suosnivač američke hard rock skupine Quiet Riot, a zatim i kao gitarist zaslužan za vrlo uspješan samostalni glazbeni pohod Ozzyja Osbourna nakon što je ovaj napustio Black Sabbath. Tijekom tog kratkog, ali važnog razdoblja u Osbourneovoj glazbenoj karijeri snimljena su dva vrlo uspješna albuma: Blizzard of Ozz 1980. i Diary of a Madman 1981. Randy Rhoads dao je veliki doprinos tijekom snimanja ta dva albuma.
Odgojila ga je samohrana majka, koja ga je i prva poučila umijeću sviranja klasične gitare, što ċe kasnije imati veliki utjecaj na mladoga Randya u njegovu stvaranju jedinstvenoga rock-zvuka na električnoj gitari. Zahvaljujuċi tome, Randy Rhoads pomogao je Ozzyju Osbourneu u stvaranju novoga stila u heavy metal glazbi, objedinjujuċi elemente klasične glazbe s agresivnom rockerskom senzibilnošċu i izuzetnom vještinom sviranja električne gitare. Za samo dvije godine stvorio je glazbenu ostavštinu koja je u velikoj mjeri zauvijek promijenila heavy metal, pa su mnogi rock-gitaristi kasnije slijedili njegov primjer prilikom razvijanja vlastitoga stila sviranja rocka na gitari.
Randy Rhoads poginuo je u zrakoplovnoj nesreċi 19. ožujka 1982. prilikom koncertne turneje s Ozzyjem Osbourneom.

## Vanjske poveznice
- Službena web stranica